# Arthur Ryan Smith
Captain Arthur „Art“ Ryan Smith Jr., OC, AOE, DFC (* 16. Mai 1919 in Calgary, Alberta; † 30. Juni 2008 in Calgary, Alberta) war ein kanadischer Journalist und Politiker der Progressive Conservative Association of Alberta.

## Karriere
Nach seiner Schulzeit arbeitete er zunächst auf einem Ölfeld bei Turner Valley, nach dem Ausbruch des Zweiten Weltkrieges, meldete er sich zur Royal Canadian Air Force, als Pilot eines Lancaster-Bombers flog er 33 Einsätze und wurde mit dem Distinguished Flying Cross ausgezeichnet, nach dem Krieg ging er zurück zu seiner Arbeit auf dem Ölfeld, wo er sich bis zum Assistenten des Präsidenten der Anglo-American Oil Company. 1952 wurde er Herausgeber der Zeitschrift Petroleum Exploration Digest.
Smith gehörte als Abgeordneter von 1955 bis 1957 der Legislativversammlung von Alberta und von 1957 bis 1963 als Abgeordneter für Calgary South dem kanadischen Unterhaus an. Während der Olympischen Winterspiele 1988 war er Protokollchef.

## Auszeichnungen
Smith erhielt unter anderem
- 1988 die Mitgliedschaft im Order of Canada im Rang eines Offizieres
- 1988 Ehrendoktor der University of Calgary
- den Alberta Order of Excellence
- 1997 die Ehrenoberst der 416 Tactical Fighter Squadron.